# 中苏关系
中苏关系（俄语：Китайско-Советские отношения）是指1917年俄国十月革命后，中华民国和苏联以及中华人民共和国和苏联之间的外交关系，大致以1949年界分为中華民國大陸時期和中华人民共和国时期两个阶段。1991年苏联解体后中苏关系由中俄关系所代替。

## 中华民国大陸时期（1912-1949）

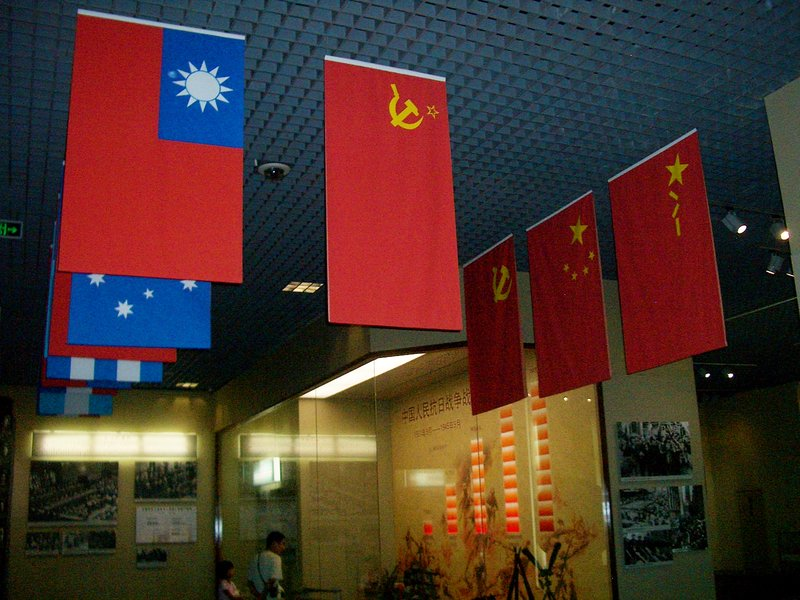
北京宛平城抗战纪念馆内中華民國国旗和苏联国旗

自辛亥革命推翻清朝後，中國陷入地方割据和軍閥混戰。當時北洋政府為國際承認，中华民国大總統袁世凱與俄國簽訂《中俄聲明》。自此，俄人勢力入侵外蒙古。
1919年7月25日，苏维埃政府副外交人民委员加拉罕签署《俄罗斯苏维埃联邦社会主义共和国政府对中国人民和中国南北政府的宣言》（通称《加拉罕第一次对华宣言》、《苏俄第一次对华宣言》），《宣言》写道：“苏维埃政府把沙皇政府从中国人民那里掠夺的或与日本人、协约国共同掠夺的一切交还给中国人民以后，立即建议中国政府就废除1896年条约、1901年北京协议及1907年至1916年与日本签订的一切协定进行谈判。”1920年9月27日，苏维埃政府又发表《第二次对华宣言》。（参见苏俄对华宣言）

### 中國共產黨成立
1921年，中國共產黨在共產國際資助下在上海成立，在蘇聯指示下中國共產黨和中國國民黨簽訂軍事協議，合作對抗外敵，中國國民黨也從而得到蘇聯提供的軍事援助。

### 促成國共合作聯俄容共
1922年，共產國際認定中國國民黨是中國國民革命之領導核心，制定借助中國國民黨以發展之策略，指示中國共產黨黨員以個人身份加入中國國民黨，8月中國共產黨放棄排斥中國國民黨之態度，同意中國共產黨黨員加入中國國民黨，惟中國國民黨必須依民主原則改組:28。孫中山為領導中国国民党国民革命军北伐，1923年與蘇俄建立良好關係，簽訂《孫文越飛宣言》，確立聯俄容共政策，但同時確定共產主義不適合中國。
蘇聯亦派員協助國民政府組織北伐軍。1927年，蔣介石於上海清黨，中國國民黨與中國共產黨關係破裂。蘇聯特使及人員被驅逐。

### 外蒙古独立
外蒙古原是中国领土，1911年在俄国策划下，外蒙古宣布独立为蒙古国。苏联成立后，继续支持外蒙古独立。1918年7月，蘇聯外交委員翟趣林在蘇維埃代表大會上聲明，放棄沙俄在滿洲搶奪之一切物資，重新恢復中國在滿洲之主權:32。7月4日，苏俄政府宣稱将放弃沙皇政府以各种口实对中国人民所加负担，撤回沙皇政府对驻在国领事馆所设武装部队，并将中国各种赔款中俄国赔款交还中国。
1919年7月，蘇聯副外交委員加拉罕發表第一次對華宣言，願意廢除一切秘密條約，無條件交還中東鐵路，放棄庚子賠款及廢除一切特權，文書至1920年3月遞至北京，立即引起輿論熱烈歡迎:32。1920年9月，加拉罕發表第二次對華宣言，重申前次宣言之原則，但已非無條件放棄在華權益:32。
苏联并于日本订立秘密协议日本承认外蒙古独立，苏联亦承认满洲独立。1946年1月，中華民國政府正式承认外蒙古独立。1953年又因苏联违约，於聯合國提出控蘇案以25票同意，24票棄權，9票反對，2國未出席，通過提案並且不承認外蒙古獨立。中华人民共和国于1949年10月16日宣布与外蒙古建立大使级外交关系。1961年，在中華民國棄權下，联合国接纳外蒙古为成员国。

### 《中俄解决悬案大纲》
1917年3月15日，俄国爆发“二月革命”，沙皇尼古拉二世被迫退位。3月30日，中华民国驻俄全权公使刘镜人约见俄国临时政府外交部副部长，宣布承认该政府。11月7日，俄国爆发十月革命。俄國布爾什維克黨（即共產黨）在列寧領導下舉行革命，推翻俄國政府，成立世界上第一個社會主義國家:32。
1918年8月22日，中国作为协约国成员发表《海参崴宣言》，拒绝承认苏维埃俄国，随后出兵西伯利亚，不久又撤出。1919年3月，共產國際（又稱第三國際）成立於莫斯科，是世界各地共產黨之聯合組織，宣傳馬克思主義及策動世界革命:32。1921年夏，蘇俄在新疆伊犁、迪化、塔城、喀什等處派駐領事館:54。1920年春，共產國際派維丁斯基（又稱吳廷康，是共產國際派到中國之代表:33）等人到中國，會見李大釗和陳獨秀，鼓吹組黨:27。1921年，共產國際派代表馬林（1923年返回莫斯科:323）到中國指導組黨事宜:28。1922年8月，苏联政府派遣特使越飞到中國，一面公開與北京政府開展外交活動:33。越飛为驻华全权代表，与北洋政府外交总长顾维钧谈判，想先达成建交目的，顾维钧仍要求苏俄先从外蒙撤走红军，谈判未果。然后越飞致函在洛阳军力最强的吴佩孚将军，希望建立合作关系，吴佩孚拒绝。1923年1月，越飛到上海与孙中山会談，到了月底，發表《孙文越飞宣言》（简称“孙越宣言”）:33。
1924年5月31日，曹锟北洋政府外交总长顾维钧不辱使命，与苏俄政府代表加拉罕在北京签立《中俄解决悬案大纲协定》。但是此协定并没有落实。
1926年，中苏双方举行会谈，商议重新划界，谈判无果而终。

### 中華蘇維埃共和國成立
1931年11月7日，適逢十月革命紀念日，在蘇聯的資助下，中華蘇維埃共和國臨時政府在江西成立。

### 《奉俄协定》
1924年9月20日，苏联为落实《中俄解决悬案大纲协定》（簡稱《中蘇協定》）和《中俄暂行管理中东铁路协定》关于中东铁路问题，与奉天的张作霖地方政府签订协议。北京中央政府照会俄国代表加拉罕，表示不承认《中華民國東三省自治省政府與蘇維亞社會聯邦政府之協定六條》（簡稱《奉俄协定》）。但是最终在1925年3月18日表示承认。

### 中苏断交 (1929-1932)
1927年12月14日，南京国民政府因广州事变发布对苏联断绝邦交令。此时北洋政府还存在，该断交令无效。
1929年7月17日，因中东铁路事件，苏联政府宣布与南京国民政府绝交，撤回苏联驻中国使馆及侨务代表。
1932年3月满洲国成立后，苏联实际上对其予以承认。11月20日，国民政府出席军缩会议首席代表颜惠庆与苏联外交人民委员会李维诺夫，在日内瓦秘密商定中苏复交。12月12日，两国代表在日内瓦交换中苏复交照会,中苏恢复外交关系。

### 抗日戰爭時期
1937年8月21日，中蘇簽署《中蘇互不侵犯條約》；蘇對華軍援重型武器曾超德國，並先後分別對華貸款3筆，共計2.5億美元。蘇聯空軍志願人員先後來華共700多人，其中200多人在華犧牲；從1937年8月至1941年，蘇聯空軍志願隊與中國空軍共擊毁日機1,049架。1940年11月，新疆省军阀盛世才与苏联秘密签订《新苏租借条约》。1941年4月，苏联与日本签订《苏日中立条约》。苏联承认满洲国，日本承认蒙古人民共和国。蘇聯全面停止援助中國，直到1945年簽訂《中蘇友好同盟條約》後，蘇聯才出兵中國東北地區。根据中蘇友好同盟條約，国民政府同意外蒙古公投獨立、允許蘇聯在東北和新疆享有特殊權益，蘇軍洗劫整個東北工業設備和財富，中國損失20億美元。

### 国共内战时期

#### 1947年
1947年1月11日，國民政府與蘇聯在南京談判中長鐵路業務問題，中國方面主張以前中東鐵路產權為限，蘇聯方面則要求應包括南滿鐵路之產權:8264。1月12日，外交部長王世照會英、美、法、蘇四國外長，聲明：一、將來和會必須由五國外長（即中、美、英、法、蘇外長）召集；二、莫斯科外長會議，在未經中國外長同意前不得討論德、奧和約以外之問題:8264。3月1日，蘇聯駐漢口領事館是日起暫行裁撤:8301。
3月，蘇聯答覆美國，準備交還大連，中國外長王世杰接見蘇聯駐華大使，具體商洽接收大連問題，蘇聯同意中國組團考察:50。4月17日，中國外交部照會蘇聯大使要求接收旅順、大連:8336。5月4日，蘇聯駐華大使彼得羅夫覆中國外交部，重申拒絕中國派軍接收旅順、大連:8348。5月5日，中國外交部長王世杰再接見蘇聯駐華大使，駁斥有關大連受軍管等問題:8348。5月7日，國民政府和蘇聯政府談判中國軍警能否隨同接收人員進入旅順、大連:8350。5月18日，駐蘇聯大使傅秉常呈外交部，報告與蘇聯外交部次長瑪利克商談中國軍警自由進入大連問題:8356。6月2日，董彥平、張劍非率領之接收旅大視察團自瀋陽赴大連調查:8366。6月4日，接收旅大視察團乘「長治號」炮艦抵旅順:8367。6月，國民政府派員至大連視察，市內軍、警、行政，皆由解放軍把持，無法接收:51。6月12日，旅大視察團結束視察，離開旅順回瀋陽:8370。
6月22日，孫科就接收旅大問題對《新民報》記者發表談話稱：中國之東北現已成為國際問題，蘇聯顯然違反中蘇友好條約:8373。6月25日，中國外交部根據旅大視察團報告發表聲明，說明旅順、大連接收交涉經過及「種種障礙」，宣布暫停開放大連港，並提請蘇聯政府遵守條約，中國政府派遣軍警接收旅順、大連行政之權，既無條件限制，中國政府自得隨時決定行使全權；外交部向蘇聯政府提交照會一件:8375。7月11日，塔斯社發表公報，聲言蘇聯政府從未反對在旅順、大連設立中國行政機構:8382。8月4日，蘇聯駐華大使館代辦費德林照會中國外交部，申辯未協助旅大視察團事，稱查與事實不符:8393。8月28日，塔斯社聲明蘇聯船隻有進入大連港權利。:8402
6月3日，蘇聯駐華大使彼得羅夫訪外交部長王世杰，就在華白俄團體之反蘇活動提出抗議；王世杰亦抗議蘇聯報紙及通訊社之反華言論:8367。6月20日，蘇聯塔斯社聲明否認美國及中國通迅社所刊蘇聯指揮中共軍隊在滿洲之攻勢:8373。8月28日，孫科在廣州發表談話，稱日本對中國威脅已消失，代之而起者為蘇聯:8402。
6月5日，中國與蒙古在中蒙邊境新疆北塔山地區武裝衝擊，中國外交部於6月11日稱「此事並非尋常邊界衝突事件，我政府極為重視」，中央社電訊稱蘇聯亦卷入其中；中方向蘇聯、蒙古兩國抗議，蘇聯、蒙古兩國聲明否認中方指責:8368。蒙古騎兵入侵中國新疆北塔山，中國向蘇聯及外蒙古提出嚴重抗議:51。6月21日，蘇聯答覆中國外交部抗議，否認蘇聯飛機參加北塔山戰事:8373。7月8日，中國外交部就外蒙軍隊入侵新疆制造北塔山事，致蘇聯駐華使館照會，提出抗議；中國外交部電令駐蘇聯大使傅秉常照會外蒙駐蘇聯大使，要求外蒙軍隊迅速從中國境內撤退:8380。
9月5日，外交部駐滬辦事處主任陳國廉稱，蘇聯輪船「伊里奇號」由大連載運客貨至滬，「未經特許擅入暫停開放之港口，並侵犯沿海貿易權」，外交部向蘇聯大使館提出抗議:8406。11月28日，蘇聯答覆中國政府提出召開對日和約預備會議之建議，並通知美、英政府，建議明年1月在華舉行四國外長特別會議，討論對日和約籌備事項:8462。

#### 1949年10月以后
中华民国外交部在1949年11月7日《与苏联断绝邦交之声明》，称《中苏友好同盟条约》签订后，中国政府一向恪守该条约产生之一切义务。但是苏联却支持中国共产党。
国民政府“为顾虑美国关系，迟未采取行动”，直至1953年2月20日美国总统艾森豪对国会正式否认雅尔达秘密协定的存在，国府才于1953年2月23日宣布《中苏友好同盟条约》失效，从而不承认外蒙古的独立。1953年2月25日，外交部正式废除《中苏友好同盟条约》。

## 中华人民共和国时期（1949-1991）

俄罗斯艺术家伊万诺夫作《中苏两国人民友谊万岁》

1949年10月2日，蘇聯政府照會，決定與中華人民共和國建立外交關係，並互派大使；當毛澤東從機要秘書手裡接過蘇聯照會看過以後，同機要秘書握手:34。12月6日，毛澤東登上北上專列，前往莫斯科，是毛澤東第一次出國訪問，陳伯達、師哲、葉子龍、汪東興等隨行，蘇聯駐華大使羅申、在華蘇聯經濟專家組組長柯瓦廖夫陪同:37。12月16日，毛澤東在克里姆林宮第一次同斯大林見面:38。劉少奇接到毛澤東來電，12月20日召集中央政治局會議討論，次日劉少奇起草以劉少奇、朱德、周恩來名義給毛澤東電報：「大家贊成如果蘇聯同意現在簽訂關於旅順、借款、航空及通商諸協定，恩來同志即去莫斯科一次。」:4312月21日，毛澤東應邀出席莫斯科慶祝斯大林七十壽辰大會:44。12月24日，毛澤東與斯大林第二次會談:44。

### 《中苏友好同盟互助条约》
1950年1月10日，周恩來、李富春、葉季壯、伍修權、呂東、張化東、歐陽欽等一行離開北京赴莫斯科，1月22日毛澤東、周恩來同斯大林等會談:50。2月6日，蔣介石集團飛機轟炸上海（二六轟炸），中方要求蘇方提供空軍保護，斯大林同意，但提出蘇中簽訂一個秘密協定，規定蘇聯遠東邊疆和中亞地區、中國東北和新疆，「不向外國人提供租讓權，不許第三國或其公民以直接或間接形式參與投資的工業、金融、商業和其他企業、機關、公司和組織從事活動」，毛澤東不肯簽訂此文件，但同意把它作為《中蘇友好同盟互助條約的補充協定》；2月14日，《中蘇友好同盟互助條約》簽字:54。《中苏友好同盟条约》废除。

### 对华经济援助

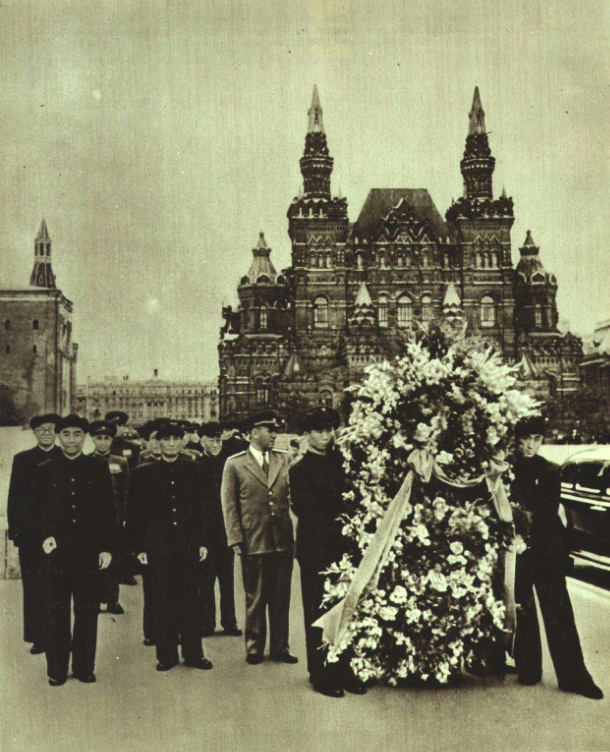
1952中国访问团访问苏联莫斯科

中华人民共和国成立後最重要外交活动，就是毛泽东和周恩来前往莫斯科访问两个月。主要目的是签订新的中苏同盟条约，並争取苏联经济援助，雙方同意废除《中蘇友好同盟條約》，重新签订新的中苏条约。中苏同盟后，中华人民共和国经济上依赖苏联。
可是，中苏条约谈判的反复使斯大林和毛泽东心存芥蒂。如果不是4个月后朝鲜战争爆发，中国在苏联最需要援手时出兵朝鲜，苏联履行各项经济协定程度不一、中苏经济关系发展难以预料。
而朝鲜战争期间，苏方向中国提供不少军事援助，包括一千架米格15型飞机，以及对东北和中国运输系统军事工业援助，由苏方援助中国现代化和机械化武装部队，一直在朝鲜停留到停战之后，中国生产出模仿和复制的苏式重型大炮和坦克，在苏联许可下开始自行生产米格飞机，同时中国海军配备由苏联提供后由中国仿制潜艇。但是由於关系不稳，这一时期苏联大量向中国提供较先进军事技术及中国仿制苏式武器，很大程度是因为苏联高层争夺斯大林继承所致，苏联对中国援助仅主要集中在建国初期。
1950年2月14日苏联政府向中国提供12亿卢布（合4亿美元）贷款协定，年息1%，期限5年，规定用于恢复和发展经济的苏联交付给中国的机器设备与器材的支付。1950年全年这笔贷款支付2.4亿卢布。在三年恢复时期中国中央政府总投资62.99亿元中，这项苏联贷款所占比例14.3%。
1951年2月1日，中苏两国政府签订苏联向中国贷款12.35亿卢布，用以购买在抗美援朝战争中所需要的军事装备弹药和铁路器材。规定1950年10月19日志愿军入朝作战以前的以全价付款，以后的军事装备和弹药以半价付款，铁路器材以75折付款。1951年4月10日、9月12日毛泽东与斯大林在电报中商定两笔用于抗美援朝的追加军事贷款约10亿卢布。1952年11月9日，中国向苏联签订10.36亿卢布贷款协议，购买60个师装备。
另外，苏联政府帮助援建恢复经济急需煤炭、电力、钢铁、有色金属、化工、机械和军工部门50个重点项目。在执行过程中，因情况变化，撤消1个项目，合并2个项目，实际建设项目为47个。涵盖以下行业：一、能源工业，二、原材料工业，三、民用机械加工，四、国防军工，五、造纸工业，按国家统计局1953年3月11日统计报告，3年累计实际进口46974万卢布，完成合同68.7%。
1953年3月斯大林去世，9月赫鲁晓夫担任苏共中央第一书记，急需得到中国共产党支持。据俄罗斯解密档案记载，1954年9月赫鲁晓夫首次来华前主持召开苏共中央主席团会议，决定对华大幅增加援助作为礼物。果然，在这次来华参加中华人民共和国成立5周年庆典期间，赫鲁晓夫改变斯大林过去大国沙文主义做法，废除中苏关系中一些不平等约定，议定从旅顺撤军和交还基地，在谈及撤军时毛曾说“我认为苏联军队此时撤出旅顺和大连是不合适的”（当时的考虑是因为怕美国可能会再开战），但因赫态度坚决而作罢。对于提供常规武器，苏联也改变斯大林时期主要提供已淘汰旧品的做法，改为提供现役新装备样品和生产技术。
在中国第一、第二个五年计划时期，苏联援华重点是称为“156项”基础工业设施建设。这些项目机器设备，主要是以货物贸易而不是以贷款交付，而提供技术是免费的。1952年中国制定“一五”计划时，斯大林同意帮助建设141项重点工程，1954年赫鲁晓夫又追加15项并提升质量，成为奠定中国工业化基础的著名“156项”。后来落实工程共150项，其中44项是军工企业，包括陆海空三军各种主战装备制造厂。赫鲁晓夫时代对中国提供最重要援助，是帮助建造核弹、导弹生产企业并提供相应技术。
1956年10月21日，蘇共中央通知中共中央，說波蘭情況極為嚴重，要求中共中央派一個代表團去莫斯科商談；當晚，毛澤東在頤年堂召集中央政治局常委擴大會議，專門研究波蘭問題，由於情況緊急，討論結束時毛澤東立即約見蘇聯駐華大使尤金，毛澤東答覆尤金同意派代表團去莫斯科；會議決定由劉少奇、鄧小平、王稼祥、胡喬木組成中共代表團於10月23日赴莫斯科:138-139。10月22日晚，毛澤東在頤年堂主持召開政治局會議，再次討論波蘭問題，會議結束後毛澤東又一次約見尤金說：看來波蘭還不像馬上要脫離社會主義陣營、加入西方集團；他們要改組政治局似乎是堅決的；對於這種情況，蘇聯方面到底採取甚麼方針？無非一種是軟的辦法，一種是硬的辦法；所謂硬的辦法就是派軍隊，把他壓下來，比如武裝干涉；軟的辦法是勸告他；勸他，他不聽，剩下一個就是讓步；他要改組政治局，就讓他改組，承認哥穆爾卡為首的中央，同他打交道，在平等的基礎上跟他合作；他不是要獨立要平等嗎？就讓他獨立，跟他講平等；這樣，就可以爭取到波蘭留在社會主義陣營裡面，留在華沙條約裡面:139。10月23日，在匈牙利首都布達佩斯，爆發20萬人參加之示威遊行；當晚中共代表團在住處同赫魯曉夫交談，赫魯曉夫稱了解到中國方面之意見，所以改變方針，準備承認波蘭新領導；波蘭問題在中共中央之積極推動下，比較穩妥解決:140。同時匈牙利勞動人民黨中央召開緊急會議，改組中央領導機構，納吉進入中央政治局，並擔任部長會議主席，10月25日政治局會議又選舉卡達爾擔任中央第一書記；10月23日晚中共代表團得到匈牙利發生暴亂之消息，劉少奇立即打電話報告毛澤東；從10月24日到10月31日，毛澤東連續召開政治局常委會議、政治局會議和政治局擴大會議，討論波匈事件，並與劉少奇保持直接之電話聯繫:141。10月29日，赫魯曉夫、莫洛托夫、布林加寧3人來到中共代表團住處，再次就波匈事件與中共代表團會商；談話中間，毛澤東與劉少奇通電話，要他跟蘇方商量：蘇聯是不是可以對其他社會主義國家政治上、經濟上放手，放開，讓這些國家獨立；劉少奇在向蘇方轉達上述意見時還說：「我聽毛澤東同志說過，在社會主義國家之間，也可以實行和平共處五項原則。」:14110月30日，在中蘇方會談基礎上，蘇聯發表《蘇聯政府關於發展和進一步加強蘇聯同其他社會主義國家的友誼和合作的基礎的宣言》，採納中共關於社會主義之間也應該遵守和平共處五項原則之意見，蘇聯自我批評同其他社會主義國家之間關係上之錯誤，中國政府立刻在11月1日聲明支持蘇聯政府之宣言:141。10月30日，中共代表團從米高揚來自匈牙利之報告中，了解到匈牙利納吉政府已經宣佈退出華沙條約組織，實行多黨制，並解散保安隊和保安機關，暴亂分子燒死、絞死、活埋保安隊人員和共產黨人，全國處於無政府狀態:141。中共代表團經過討論認為，一個是進攻之方針，即用蘇聯之軍隊壓下反革命；一個是退讓之方針，即蘇聯從匈牙利撤軍；劉少奇打電話請示毛澤東：「我們是不是把這兩個意見都提出來同蘇方商量？」:141-142毛澤東同意，同時提出暫時不忙作決定，看多少天以後再說；如果採取進攻政策，要等更多反革命暴露、人民看清楚之時，比較適當；中共代表團向蘇方提出意見：在還可以挽救的時候，是不是盡最後的力量把它挽救一下，匈牙利問題同波蘭問題性質不同，應該採取兩種不同的方針；蘇聯領導對匈牙利已經完全絕望，一致認為匈牙利政變已經完成，沒有採納中方之意見:142。10月31日晚，赫魯曉夫等人到機場為中共代表團送行，說蘇共主席團已經決定，準備在匈牙利採取進攻之方針；11月4日，以卡達爾為總理之匈牙利工農革命政府宣告成立，同日應卡達爾請求，蘇軍重新回到布達佩斯:142。11月1日劉少奇、鄧小平一行回到北京，當晚毛澤東召集政治局常委會議聽取彙報；11月2日和11月4日，毛澤東分別召開政治局擴大會議和政治局常委會擴大會議，討論波匈事件:142。
1957年11月2日，毛澤東率領中國代表團乘專機飛往莫斯科，是毛澤東第二次、也是最後一次出國:255。11月6日，毛澤東率中國代表團出席紀念俄國十月革命四十週年大會，上午赫魯曉夫作長篇報告，下午毛澤東第一個講話:260。11月14日，社會主義國家共產黨和工人黨代表會議毛澤東在赫魯曉夫宣佈開會後第一個講話；11月16日會議結束，通過會議宣言（又稱《莫斯科宣言》）；11月19日，除南斯拉夫以外，12個社會主義國家代表團在宣言上簽字:272-273。11月16日，召開六十四國共產黨和工人黨代表會議，11月19日結束:275-278。11月21日，毛澤東率中國代表團乘專機回到北京:290。
据前些年已经解密的俄罗斯档案记载，赫鲁晓夫不顾军方坚决反对，决定向中国提供原子弹生产技术，帮助建立核工厂。从1957年末起，苏联开始履行协议，对华提供P-2导弹作为中国导弹事业起步最早样品。翌年，苏联又向中国提供所需核工业设备，并派出近千名专家，建成湖南和江西铀矿、包头核燃料棒工厂及酒泉研制基地、新疆核实验场，中国进入核工业建设和研制核武器新阶段。
1953年至1957年，赫氏上台之初，中国实施第一个五年计划。这是中华人民共和国奠定工业化初步基础重要时期。在遭受全球大多数资本主义国家封锁、禁运的艰难环境下，中国通过等价交换的外贸方式，接受苏联和东欧国家资金、技术和设备援助。建设以“156项”为核心的近千个工业项目，使中国以能源、机械、原材料为主要内容的重工业在现代化道路上迈进一大步。以“156项”为核心、以900余个大中型项目（限额以上项目）为重点工业建设，中国建立起独立自主的工业体系雏形。从1950年第一个项目开始建设，到1969年“156项”实际实施150项全部建成，历时19年。其中建设高潮在第一个五年计划期间。至1957年底，“156项工程”中有一半以上项目已按期全部建成或部分建成投产，在社会建设中发挥重要作用。
1958年4月18日，蘇聯國防部長馬利諾夫斯基致函中國國防部長彭德懷，要求中蘇共同在中國南部沿海建設一座大功率之長波發報無線電中心和一座遠程通信之特種收報無線電中心（即長波電台），以指揮蘇聯在太平洋地區活動之潛艇；蘇方提出建設費用由中蘇分擔，中方出資30%，蘇方出資70%。6月12日，彭德懷覆函馬利諾夫斯基，表示中方同意建台，但全部費用應由中方負擔，所有權屬於中國，技術方面可請蘇聯專家協助，建成後可由中蘇共同使用。7月11日，蘇方對中方要擁有電台之全部所有權這一原則性立場不予重視，於中方提出之協議草案中仍堅持由中蘇雙方共建和管理；對此，中方提出修改意見。毛澤東強調說明：在軍事上搞合作社是不適當的。7月21日，蘇聯駐華大使尤金在中南海游泳池向毛澤東提出蘇聯要求在中國沿海建立「長波電台」和中蘇兩國建立「共同核潛艦隊」，毛澤東當即拒絕；毛澤東看作是蘇聯企圖控制中國之嚴重步驟；7月22日毛澤東約見尤金，歷數蘇聯對待中國之老子黨作風和大國作風:381。毛澤東之態度使赫魯曉夫感到問題嚴重，立即動身，秘密來華向毛解釋:381。7月31日赫魯曉夫抵達北京向毛澤東解釋共同艦隊問題時，曾就長波電台問題向中方表示，電台最好由中方自己搞，所有權是中國的，蘇聯可以提供貸款和技術。毛澤東在和赫魯曉夫會談期間，隻字未提計劃炮擊金門；不過，赫魯曉夫秘密訪華，引起美國種種猜測；8月3日《毛澤東和赫魯曉夫會談公報》：「雙方就目前國際形勢下兩國所面臨的在亞洲方面和歐洲方面的一系列重大問題充分地交換意見，並且對於反對侵略和維護和平所應採取的措施達成完全一致的協議。」:381-3828月3日，兩國國防部長在北京簽訂相應之協定和有關訂購設備和聘請專家之合同。
1959年6月，赫鲁晓夫通知中国“暂缓两年”向中国提供原子弹样品和制造技术。1960年7月16日，苏联照会中国，决定召回全部在中国工作的专家。至1960年9月1日全部召回1390名苏联专家。苏联援建中国的304个项目，到1960年苏联撤离专家前，已经完成或基本完成149项，尚未完成的有155项。
苏联技术援助还是大大加快中国“两弹”事业进程。在不到10年时间内，中国以几十亿元人民币费用就建立起配套国防工业基础，在世界近现代历史上创造成本最低和规模速度空前纪录。
1950年代，苏联对中国贷款共13笔，总计56.76亿卢布。
- 经济建设贷款共四笔12.5亿卢布；
- 抗美援朝贷款共七笔44亿卢布；
- 苏军自旅大撤退时剩余物资一笔7.23亿卢布；
- 移交中苏合营公司的苏联股份贷款一笔2.78亿旧卢布。

至1960年，中国已经向苏联出口72亿卢布的货物用于偿还贷款与延期付款的苏联援建中国重点工程项目的费用，还需要继续出口79亿卢布的货物以全部还清（其中贸易欠款20亿卢布，其它为贷款本息）。1961年3月苏联对中国的50万吨古巴蔗糖贸易贷款3.296亿1961版新卢布（1新卢布等于4.45旧卢布）。1961年4月，中苏双方达成协议：1960年中方贸易欠款可在5年期间分期归还，中方借用的50万吨蔗糖欠款可在1967年以前归还，均不计利息。中国在1965年主动提前还完所欠苏联债务。苏联对中国的贷款总计约为80亿旧卢布，加上利息，自1950年以来，中国对苏联的债务86亿人民币。

### 关系破裂
1960年代，中苏关系急剧恶化。蘇聯政府於1960年7月16日照會中國政府，決定召回在中國工作之蘇聯專家，而且不等中國答覆，在7月25日就通知說，在中國工作之全部蘇聯專家都將在7月28日到9月1日期間全部撤走:199-200。當時蘇聯專家共1,300多名，分佈在200多個經濟、國防、文教、科研企業和部門；專家全部撤走，使中國設計和科研項目中途停頓，建設項目停工，試驗生產不能按期投產，對中國經濟困境雪上加霜:200-201。7月31日，在毛澤東主持下，周恩來就蘇聯撤走專家和外資問題向會議作報告:201。八十一黨代表會議順利結束，中蘇兩黨關係改善，也使毛澤東能集中精力抓國內問題:210
1961年10月苏联共产党第二十二次代表大会，中苏两国正式决裂。苏共二十二大也成为中国共产党最后一次出席的苏共全国代表大会。中苏决裂后，苏联对中国的援助也大大减少直至终止。而1970年代后期起中国与日本走得很近，因此中国官方媒体支持日本要求北方四岛的运动。苏联逼债也成为在中国民间家喻户晓的事件。苏联于1972年对其远东地区地名进行变更。同年，美国总统理查德·尼克松访问中国，中美关系改善，中国开始从之前的同时反苏反美的立场转为联合美国反对苏联。
1976年9月9日，毛泽东去世，但中苏关系并没有因此而得到任何改善。新任中共中央主席华国锋在中共十一大的政治报告中依旧将苏联称为社会帝国主义，并称“ 苏联领导集团背叛马克思列宁主义，对内复辟资本主义，实行法西斯专政，对外推行霸权主义，到处侵略扩张，使苏联蜕变为社会帝国主义国家。我们同它的原则争论要长期进行下去。我们坚持同它的霸权主义进行针锋相对的斗争。”
1978年12月，邓小平在中共十一届三中全会后取代华国锋成为最高领导人，中国也开启了改革开放，但中苏关系依旧处于低谷。1979年2月，中国和苏联的盟友越南爆发了战争。5月，第五届全国人大常委会第七次会议通过决议，决定在1980年4月中苏友好同盟互助条约期满后不再延长。
1979年12月，苏联入侵阿富汗，中国对此表示谴责并派出军事顾问到阿富汗，协助训练与苏联对抗的圣战者，同时也在本国国内开设训练营，大批的中国产武器被转交给圣战组织。中国也因此同美国等国一起抵制了1980年莫斯科奥运会。

### 关系缓和
1982年3月24日，勃列日涅夫在紧临中国的苏联乌兹别克苏维埃社会主义共和国首府塔什干发表“塔什干讲话”，表示愿意改善对华关系，被认为是勃列日涅夫政府的对外政策变动的讯号。1982年9月，中共十二大召开，此后中国政府停止使用苏修一词来指代苏联。但之后由于勃列日涅夫去世以及继任苏共中央总书记的安德罗波夫和契尔年科也在短暂执政后相继去世，中苏关系并没有显著改善。
1985年3月11日，戈尔巴乔夫出任苏共中央总书记，此后苏联政府大幅度地调整了国家的内外政策，抛弃了勃列日涅夫主义，不再干涉东欧国家的事务。1986年7月，戈尔巴乔夫在海参崴发表了长篇讲话，表示苏联愿意在任何时候、任何级别同中国领导人十分认真地讨论建立睦邻关系的“进一步措施”。他宣布当年年底前，从阿富汗撤出苏联6个团，还表示愿同中国讨论削减中苏边境地区的陆军。同时他也谈到了柬埔寨问题，声称越柬问题的解决，取决于中越关系正常化，是中越双方的事，苏联希望中越恢复对话，言归于好。1986年9月2日，邓小平在接受美国记者迈克·华莱士电视采访的时候称中苏关系正常化需要戈尔巴乔夫解决“三大障碍”，即“从中苏、中蒙边境撤军；从阿富汗撤军；劝说越南从柬埔寨撤军”。
1989年2月15日，苏联军队全部撤出阿富汗。1989年5月，苏共中央总书记戈尔巴乔夫访问中国，会见中共中央总书记赵紫阳、中共中央军委主席邓小平、中国国家主席杨尚昆等领导人，是自中苏交恶三十年來两国领导人首次正式会谈，中苏关系在此次访问后全面正常化。这时正值六四事件前夕，天安门广场上聚集了大批群众，接待仪式从人民大会堂东门外广场改为北京首都国际机场。中国国家主席杨尚昆陪同戈尔巴乔夫在停机坪检阅中国人民解放军陆海空三军仪仗队。在戈尔巴乔夫访华之后的1989年9月27日，越南宣布从柬埔寨撤军，并在1990年8月将在柬埔寨的越南军队全部撤出。1991年5月15日至19日，时任中共中央总书记江泽民回访莫斯科，此次访问也成为中国领导人最后一次对苏联进行访问。1991年12月25日苏联解体后中苏关系由中俄关系继承。